# Adam Langer
Pour les articles homonymes, voir Langer.
Adam Langer, né en 1967 à Chicago dans l'Illinois, est un écrivain américain.

## Œuvres traduites en français

### Romans
- Les Voleurs de Manhattan, Gallmeister, 2012 ((en) The Thieves of Manhattan, Spiegel & Grau, 2010), trad. Laura Derajinski, 264 p.  (ISBN 978-2351780503)
- Le Contrat Salinger, Super 8 éditions, 2015 ((en) The Salinger Contract, Open Road Media, 2013), trad. Émilie Didier, 320 p.  (ISBN 978-2370560292)